# Vârghiș
Vârghiș (węg. Vargyas) – wieś w Rumunii, w okręgu Covasna, w gminie Vârghiș. W 2011 roku liczyła 1647 mieszkańców.